# Casa Strâmbă

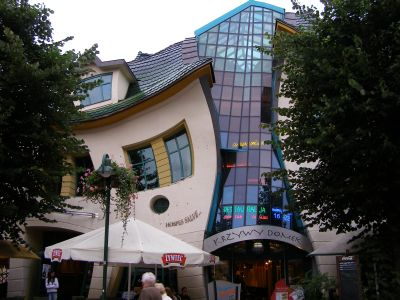
Krzywy Domek

Krzywy Domek (în română casa strâmbă) se află în localitatea poloneză Sopot pe strada Bohaterów-Monte-Cassino la numărul 53. A fost construită în 2004 după un proiect al arhitecților Szotyński și Zaleski, care s-au inspirat din benzile desenate ale lui Jan Marcin Szancer și Per Dahlberg.

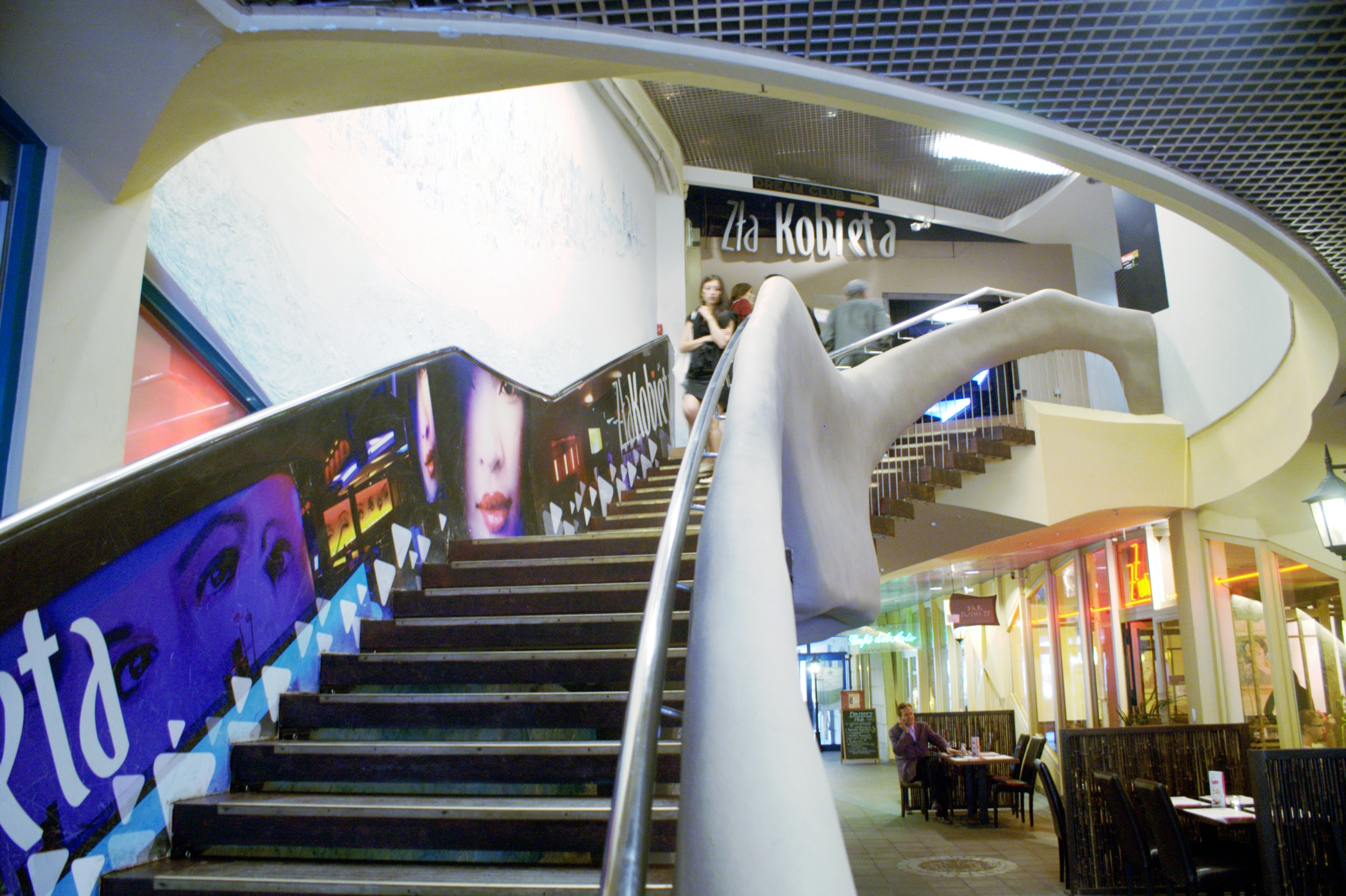
Interior al Casei Strâmbe

Suprafața folosibilă este în jur de 4000m³. În incinta Casei Strâmbe funcționează un centru comercial « Rezydent », un restaurant cu terasă, o sală de jocuri și de asemenea sediul radioului Muzyka Fakty FM.